# Chó Spaniel Pháp
Chó Spaniel Pháp (Epagneul Français) là một giống chó săn lông xù có vẻ ngoài khác giống loại chó Spaniel. Giống chó này được phát triển ở Pháp và Canada như một giống chó săn, là dòng dõi của những con chó của thế kỷ 14. Phổ biến với hoàng tộc trong thời Trung cổ, nó gần như đã tuyệt chủng vào đầu thế kỷ 20 nhưng đã được cứu bởi những nỗ lực của Fournier, một linh mục người Pháp. Là một trong những giống Chó Spaniel có kích thước lớn nhất, nó thường có một bộ lông màu trắng với những mảng lông màu nâu. Spaniel Pháp là một giống chó thân thiện có ít vấn đề về sức khỏe, nhưng có thể bị ảnh hưởng bởi một hội chứng gọi là tàn tật và mất nhận thức cảm giác đau. Loài này được công nhận bởi các câu lạc bộ chó của Canada và quốc tế trừ Câu lạc bộ Chó (Anh). Câu lạc bộ Chó Hoa Kỳ đã bao gồm giống này trong Dịch vụ Nền tảng Giống, bước đầu tiên để được công nhận đầy đủ.

## Tính cách
Cho Spaniel Pháp có một tính cách thân thiện và cởi mở có tính cân bằng và kiên nhẫn. Nó không phải là một con chó có bản tính hung dữ, háo hức muốn làm hài lòng chủ nhân và do đó có thể được huấn luyện cách dễ dàng. Chó thuộc giống chó này sẽ tạo thành một liên kết mạnh mẽ với chủ nhân của nó, thường là một con chó lao động. Nó có sức chịu đựng cao và đòi hỏi phải được rèn luyện cách cứng rắn.